# Abbaye de Bobbio
L'abbaye de Bobbio est un monastère fondé en 614 par saint Colomban, autour duquel se dressa par la suite la ville de Bobbio, province de Plaisance en Émilie-Romagne. Ce monastère, consacré à son fondateur saint Colomban, fut un haut-lieu de la réaction à l'arianisme et possédait au Moyen Âge l'une des plus somptueuses bibliothèques de manuscrits. Il inspira l'abbaye décrite par Umberto Eco dans son roman Le Nom de la rose. Ce monastère fut dissous lors de la sécularisation imposée par le Consulat sous l'occupation française en 1803. Les bâtiments, préservés, ont connu plusieurs fonctions depuis.

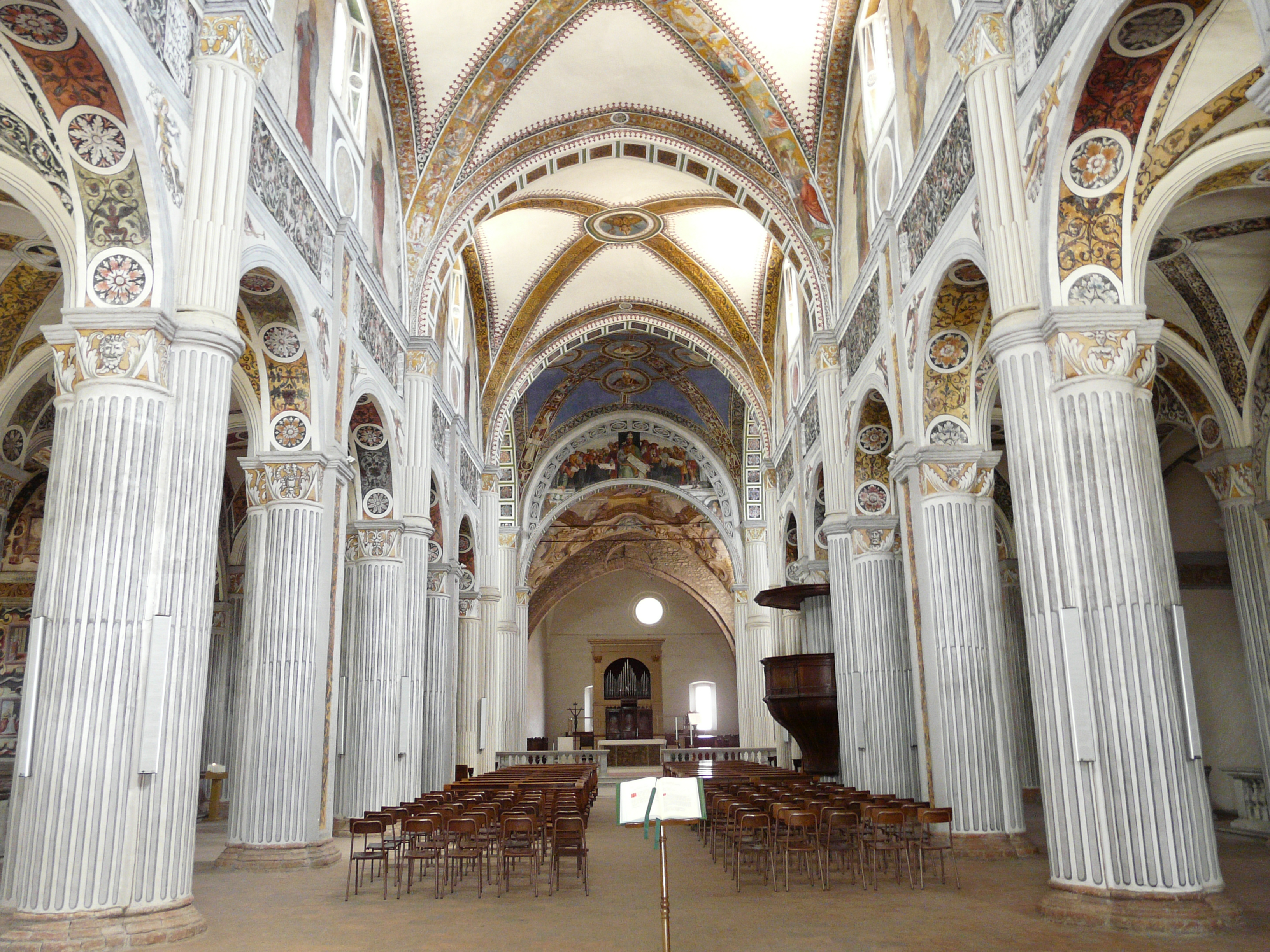
La nef de l'église abbatiale.

## Histoire

### Fondation
L'abbaye fut édifiée dans le contexte de l'invasion lombarde de 568 en Italie. Le roi lombard Agilulf, de confession arienne, épousa la dévote Théodelinde en 590 : sous son influence et celle du missionnaire irlandais Colomban, il accepta de se convertir au catholicisme. Afin de lui permettre de propager la foi officielle du roi parmi son peuple, Agilulf confia à Colomban les terres d'Ebovium, naguère administrées par Rome. Colomban était particulièrement séduit par le caractère retiré de l'endroit, car nonobstant sa volonté d'instruire les Lombards dans la vraie foi, il révérait la solitude pour ses moines et lui-même. Un monastère se dressa bientôt à côté de la petite église réparée, dédiée à saint Pierre. L'abbaye fut édifiée sur une colline surplombant la Trébie. La congrégation suivit la règle propre de Colomban, fondée sur les pratiques du christianisme irlandais.

### AuVIIesiècle
Saint Colomban, inhumé le 23 novembre 615, bénéficia de successeurs de grande valeur comme Attale († en 627) et Bertolphe († en 640), qui surent louvoyer au milieu des dangers de l'arianisme militant du roi Rothari (636-652). Bobbio joue un grand rôle dans la transmission de la geste du prédécesseur immédiat de Rothari, le roi Arioald, qui se convertit au catholicisme après avoir assassiné saint Bladulphe, un moine de Bobbio, parce que ce dernier avait refusé de le saluer, lui, prince arien. La légende rapporte qu'Attale ranima Bladolphe, libéra Arioald d'un envoûtement qu'il avait contracté en punition de crimes antérieurs, et que ce double miracle incita Arioald à se convertir.
En 628, alors que saint Bertolphe était en pèlerinage à Rome, le pape Honorius Ier exempta Bobbio de juridiction épiscopale, mettant l'abbaye sous la protection directe du Saint-Siège. L'abbé suivant, Bobolen, introduisit la règle de saint Benoît à Bobbio. L'observance de la règle fut facultative dans un premier temps, mais graduellement elle supplanta la règle antérieure, plus stricte, de saint Colomban, et Bobbio rejoignit la Congrégation du Mont-Cassin. En 643, sur requête de Rothari et de la reine Gondebau, le pape Théodore Ier accorda le port de la mitre et d'autres symboles pontificaux à l'abbé de Bobbio.
Au cours du mouvementé VIIe siècle, Bobbio demeura le centre de la foi et de la culture catholique. Grâce aux efforts des disciples de saint Colomban, un nombre croissant de Lombards rejoignit la foi catholique. Mais au long de la première moitié de ce siècle, les territoires s'étendant entre Turin, Vérone, Gênes et Milan étaient en proie à la confusion religieuse la plus complète ; le retour au paganisme n'était d'ailleurs pas rare. En fait, il fallut attendre le règne de l'usurpateur Grimoald Ier (663-673), lui-même converti, pour que l'essentiel du peuple se convertisse au catholicisme. À ce moment, l'arianisme disparut promptement de l'Occident chrétien.

### Depuis leVIIIesiècle
Aripert (653-663), un neveu de la reine Théodelinde, restitua au pape toutes les terres de Bobbio qui lui revenaient de droit. Aripert II confirma la restitution au pape Jean VII en 707. Les Lombards dépossédèrent le Saint-Siège quelques années plus tard, mais en 756 Pépin le Bref força le roi Aistolf à restituer à nouveau ces territoires. En 774, Charlemagne fit de larges donations au monastère. En 1153 Frédéric Barberousse confirma les droits du Saint-Siège par deux diplômes.
La réputation du monastère gagna les rivages de l'Irlande, et l'autorité de Colomban attira de nouveaux moines irlandais à Bobbio. Comgall de Bangor, qui avait renoncé à un évêché en Irlande pour devenir moine à Bobbio, succéda à l'abbé Bobolen. Cumianus (641-736) qui suivit une carrière analogue, mourut au monastère en 736.

### L'évêché de Bobbio
En 1014, l'empereur Henri II, lors de son couronnement à Rome, obtint de Benoît VIII l'élévation de Bobbio en évêché. Pierre Aldus, le premier évêque, était l'abbé du monastère depuis 999, et longtemps ses successeurs à la tête de l'évêché vécurent au monastère, où ils avaient d'ailleurs la plupart été moines. À partir de 1133 (ou peut-être 1161), Bobbio devint un vicariat de Gênes. Comme de temps à autre des querelles s'élevaient entre l'évêque et les moines, le pape Innocent III prononça en 1199 deux bulles : l'une rétablissait l'autorité temporelle et spirituelle du monastère, l'autre permettait à l'évêque de démettre l'abbé si ce dernier persistait à lui désobéir.

### Dissolution
L'abbaye de Bobbio et sa chapelle furent nationalisées par le Consulat 1803, dans le cadre de la politique de sécularisation.

## Architecture
À la Renaissance, on reconstruisit à l'emplacement de la vénérable abbaye l'actuelle Basilica de San Colombano (1456-1530).
Bâtie sur un plan en croix latine, avec une nef et deux collatéraux, un transept et une abside rectangulaire, elle abrite des fonts baptismaux du IXe siècle. La fresque de la nef est l'œuvre de Bernardino Lanzani (XVIe siècle).
Un examen approfondi des citations extraites des Saintes Écritures reportées le long de la nef centrale de la basilique porte à une surprenante constatation : une seule est la citation à laquelle a été volontairement attribuée la plus grande importance sur les parois de la basilique. Elle se révèle la vraie clef de lecture de toute la série des fragments bibliques :  il s’agit du verset 6-63 de l’Évangile de saint Jean : « C'est l'esprit qui vivifie, la chair ne sert de rien. Les paroles que je vous ai dites sont esprit et vie ». Ce verset assume des nuances particulièrement significatives étant donné la situation complexe vécue par l’Église dans la période où la basilique fut décorée. 
Il est nécessaire d'essayer d'interpréter les fresques en relation au verset 6-63 de l'Évangile selon saint Jean. Cette analyse révèle la complexité de l'iconographie et celle des sujets choisis pour les fresques et posent certaines interrogations sur la relation entre ceux-ci et les querelles théologiques dont l'Église se mêla pendant la Renaissance.

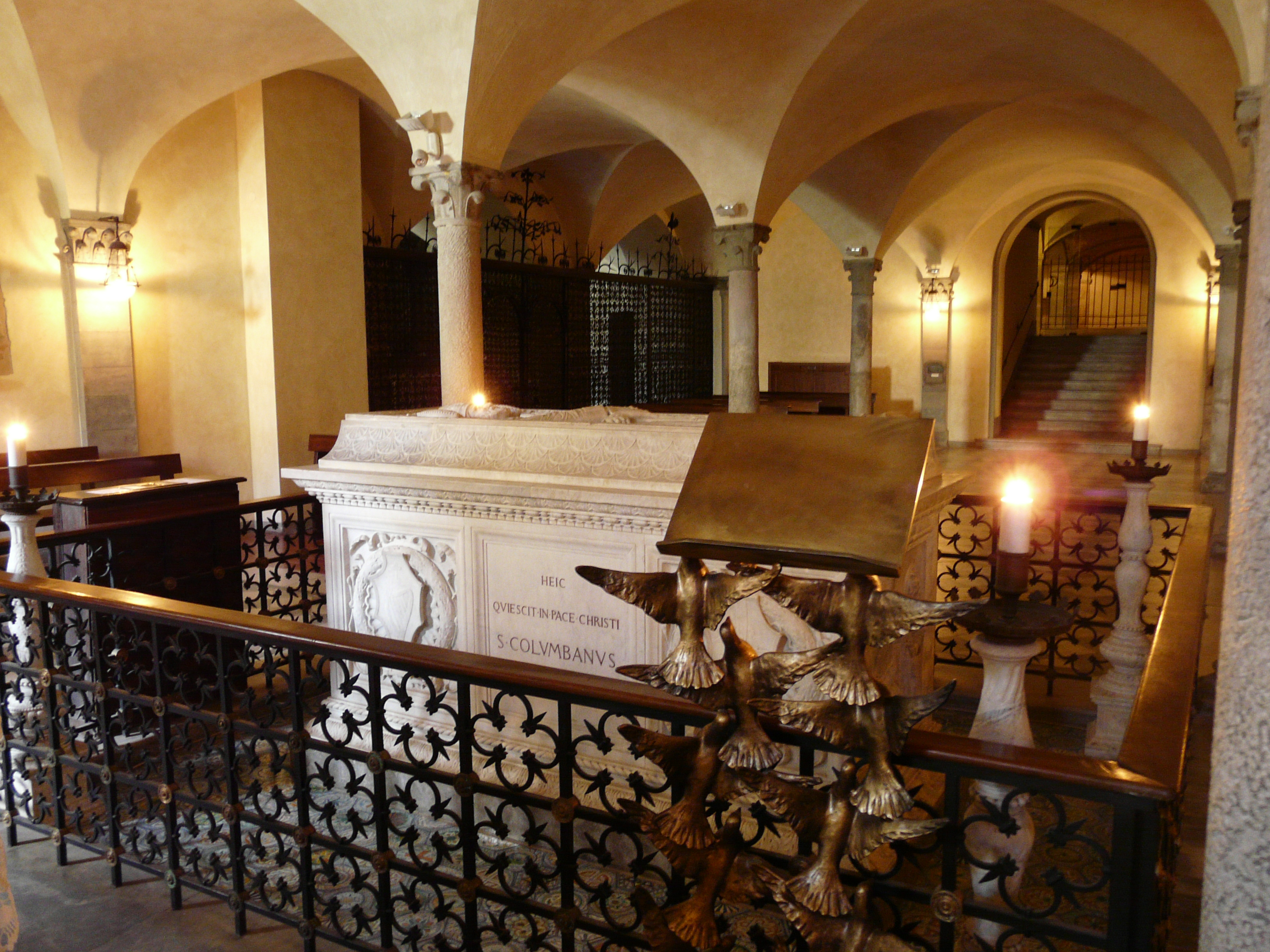
Le sépulcre de saint Colomban (1480), avec sa clôture en fer forgé du XII.

La crypte du XVe siècle abrite la sépulture de saint Colomban, sculptée par Giovanni dei Patriarchi (1480), ainsi que celles des deux premiers abbés, Attale et Bertolphe. Cette crypte est pavée d'une mosaïque du XIIe siècle représentant l'histoire des Macchabées et le cycle des saisons.
Le clocher (fin du IXe siècle) et la chapelle absidiale sont tout ce qui reste de l'édifice roman primitif.
La Torre del Comune (campanile civil), fut construite de 1456 à 1485.
Le musée de l'abbaye présente de remarquables vestiges des époques romaine (tombes, autels, sculptures) et lombarde (chapiteaux de colonnes, pierres tombales). Elle abrite également un polyptyque de Bernardino Luini.

## La bibliothèque
Le fonds des manuscrits conservés dans la bibliothèque du monastère était composé des livres rapportés par Colomban depuis son Irlande natale, et des traités qu'il avait écrits lui-même. L'érudit Dungal († vers 828) légua lui aussi à l'abbaye sa riche collection personnelle, quelque 70 manuscrits, parmi lesquels l'antiphonaire de Bangor.
Un catalogue du Xe siècle, publié par Muratori, montre que dès cette époque, tous les domaines du savoir, religieux ou profane, étaient représentés dans la collection. Gerbert d'Aurillac (qui devait devenir pape sous le nom de Sylvestre II), fut abbé de Bobbio en 982 ; c'est à l'aide de plusieurs traités anciens de la bibliothèque qu'il a composé son traité de géométrie. Il y découvrit les Astronomica de Marcus Manilius, le De rhetorica de Marius Victorinus et l’Ophtalmicus de Démosthène qu’il fit recopier et ensuite envoyer à Reims. Il apparaît ainsi qu'à une époque où le grec ancien était pratiquement inconnu des lettrés d'Europe de l'Ouest, les moines irlandais de Bobbio savaient déchiffrer Aristote et Démosthène dans le texte.
Les manuscrits qui n'ont pas disparu sont aujourd’hui dispersés de par le monde, et font partie du trésor des bibliothèques qui en ont la jouissance.
En 1616, le cardinal Federico Borromeo confia 86 manuscrits à la Bibliothèque ambrosienne de Milan, parmi lesquels, l'Antiphonaire de Bangor, et les palimpsestes contenant la Bible en langue gotique d'Ulfila. Vingt-six autres manuscrits furent confiés en 1618 au pape Paul V pour la Bibliothèque vaticane. Jean Mabillon y réside en juin 1686 et récupère certains manuscrits dont le Missel de Bobbio. Plusieurs autres codex furent envoyés à Turin : outre ceux qui sont toujours conservés aux Archives royales, 71 volumes étaient en dépôt à la bibliothèque de l'Université jusqu'à l'incendie désastreux du 26 janvier 1904.

## Source
- (en) Cet article est partiellement ou en totalité issu de l’article de Wikipédia en anglais intitulé « Bobbio Abbey » (voir la liste des auteurs).